# Kolaje
Kolaje település Csehországban, a Nymburki járásban. Kolaje Vrbice, Vlkov pod Oškobrhem, Odřepsy, Opočnice, Hradčany és Dobšice településekkel határos. Lakosainak száma 91 fő (2024. január 1.).

## Népesség
A település lakosságának változását az alábbi diagram mutatja:
| Lakosok száma | 237  | 291  | 285  | 173  | 128  | 87   | 90   | 88   | 88   | 91   |
|               | 1869 | 1900 | 1921 | 1961 | 1980 | 2011 | 2016 | 2019 | 2021 | 2024 |